# 漁郎飛行場
清津空港（チョンジンくうこう、朝鮮語：청진공항、英語：Chongjin Airport）は、朝鮮民主主義人民共和国咸鏡北道漁郎郡にある空港。清津市から南西約40kmの位置にあたる。別名、漁郎空港（어랑공항、オランくうこう、Orang Airport）。

## 概要
現在は朝鮮人民軍が管理運営し、高麗航空による民間便も就航する軍民共用空港となっている。海まで800m程度の場所にあり、漁郎の町に接している。この場所は、南北に長い咸鏡北道のほぼ中央部であり、北方の清津、羅先（ラソン）や南方の七宝山（チルボサン）などへのアクセス空港として使われる。

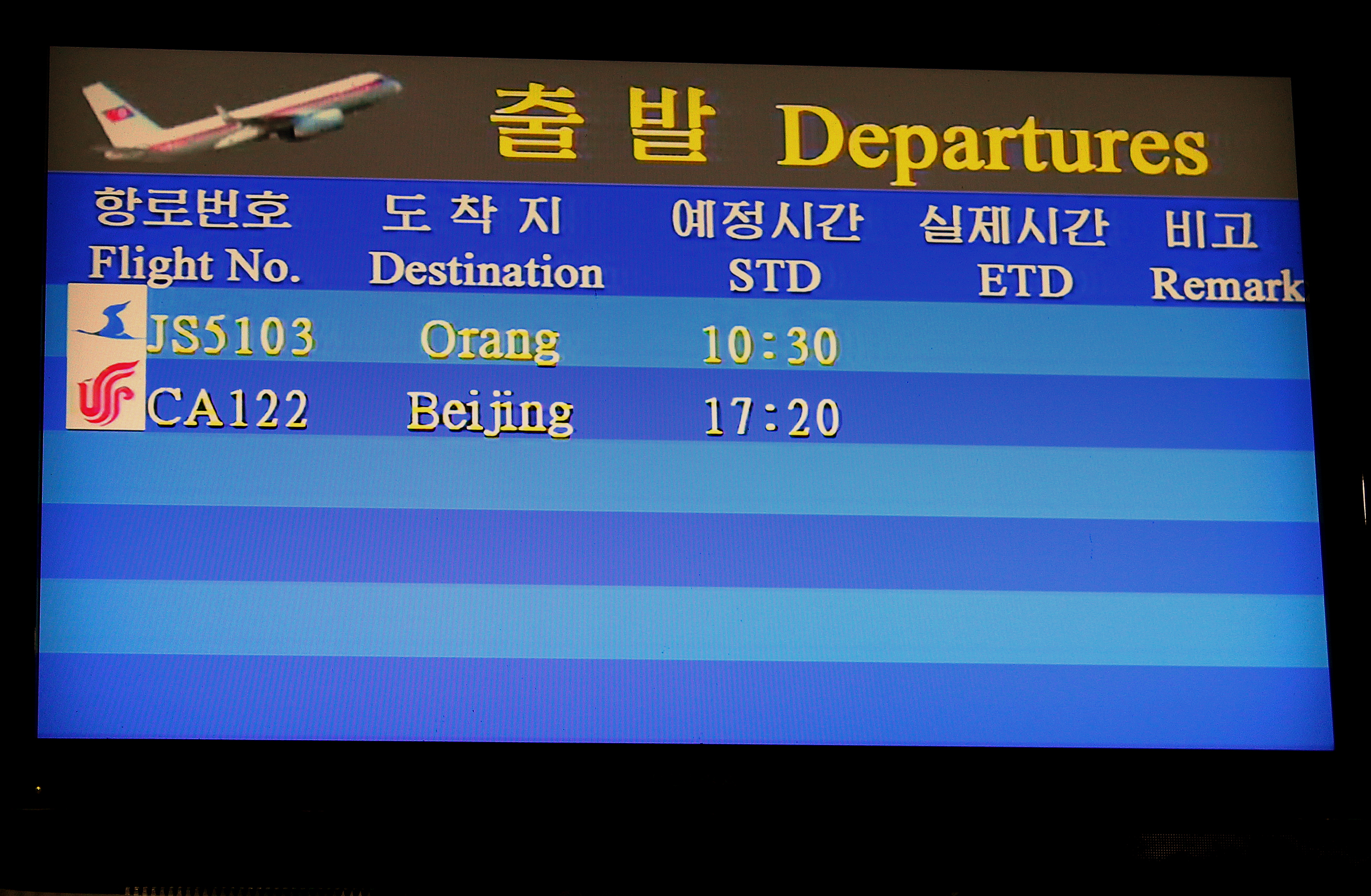
漁郎（Orang）行きが表示された出発案内（平壌、2012年）
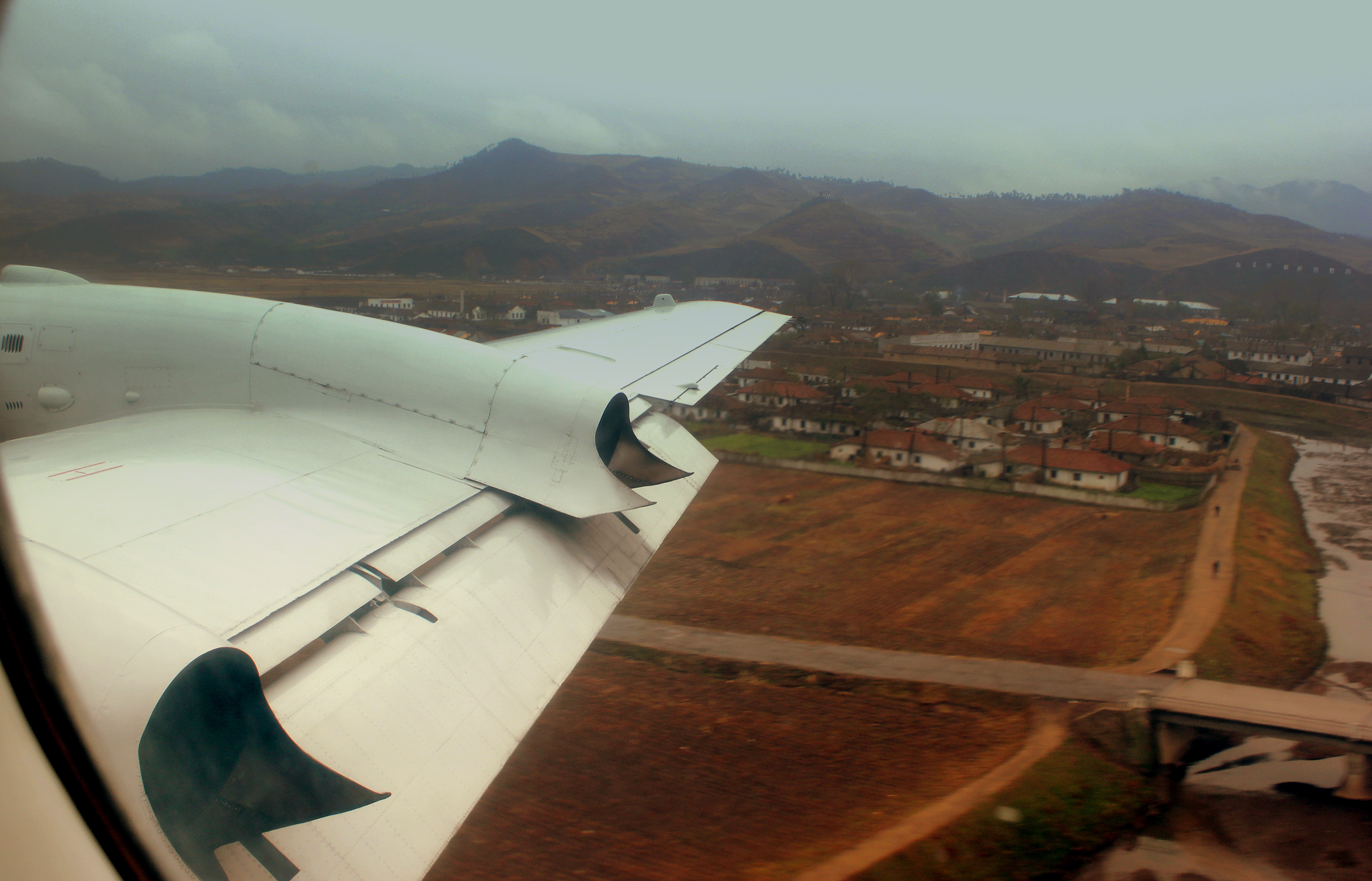
着陸直前の様子（2012年）
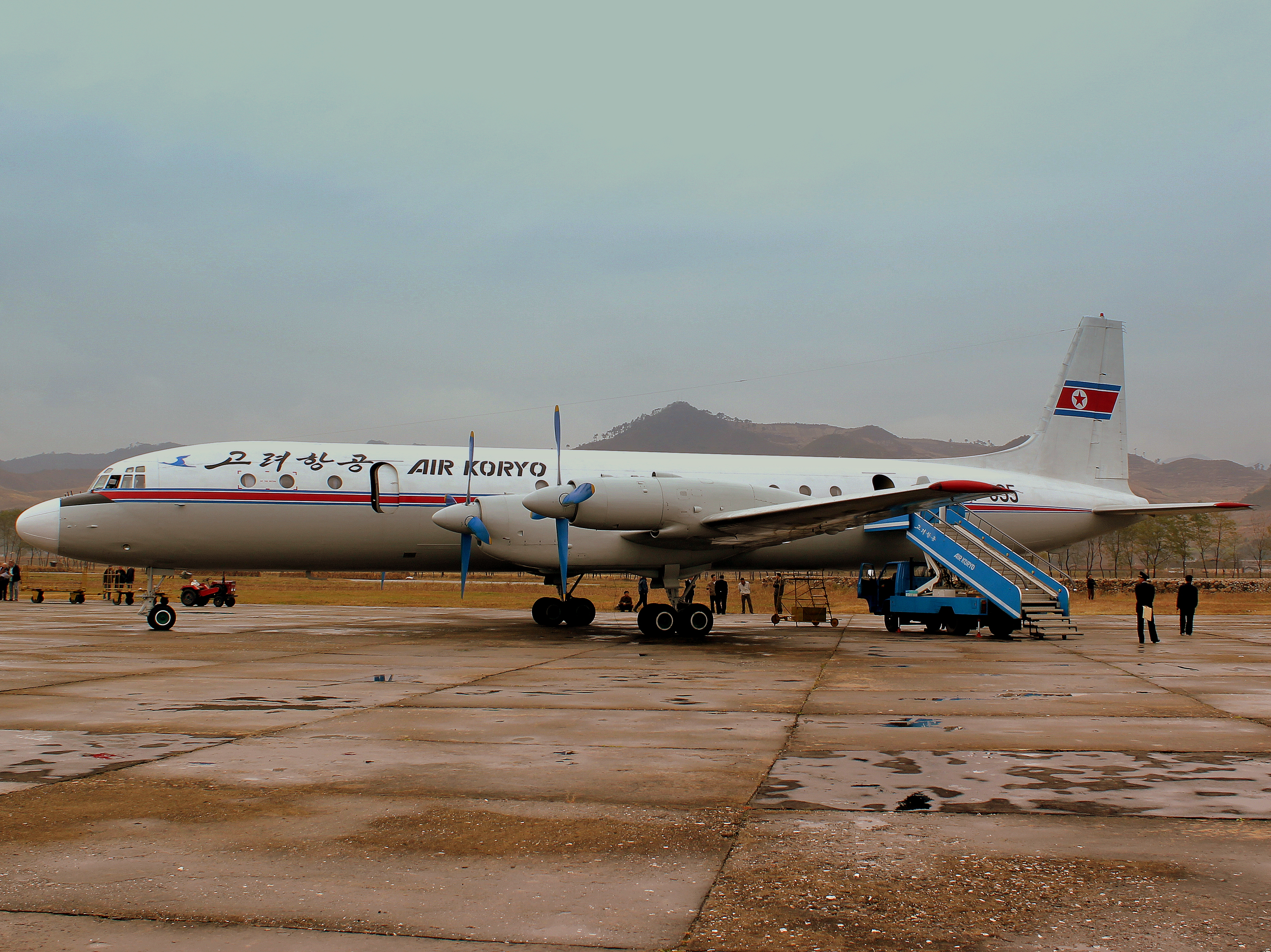
平壌から到着した旅客便（2012年）
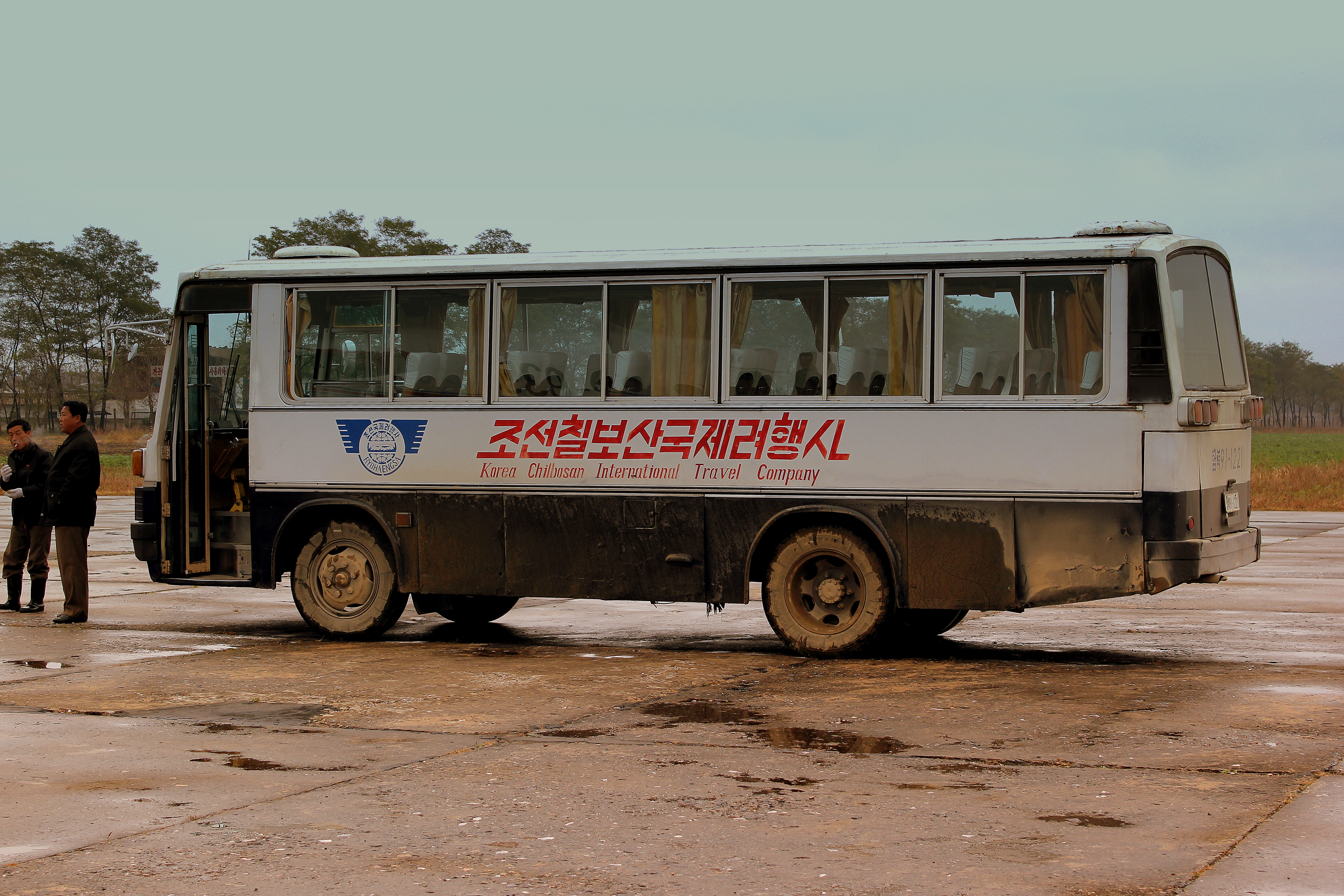
エプロンに直接乗り入れた現地旅行社のツアーバス「朝鮮七宝山国際旅行社」と書いてある（2012年）
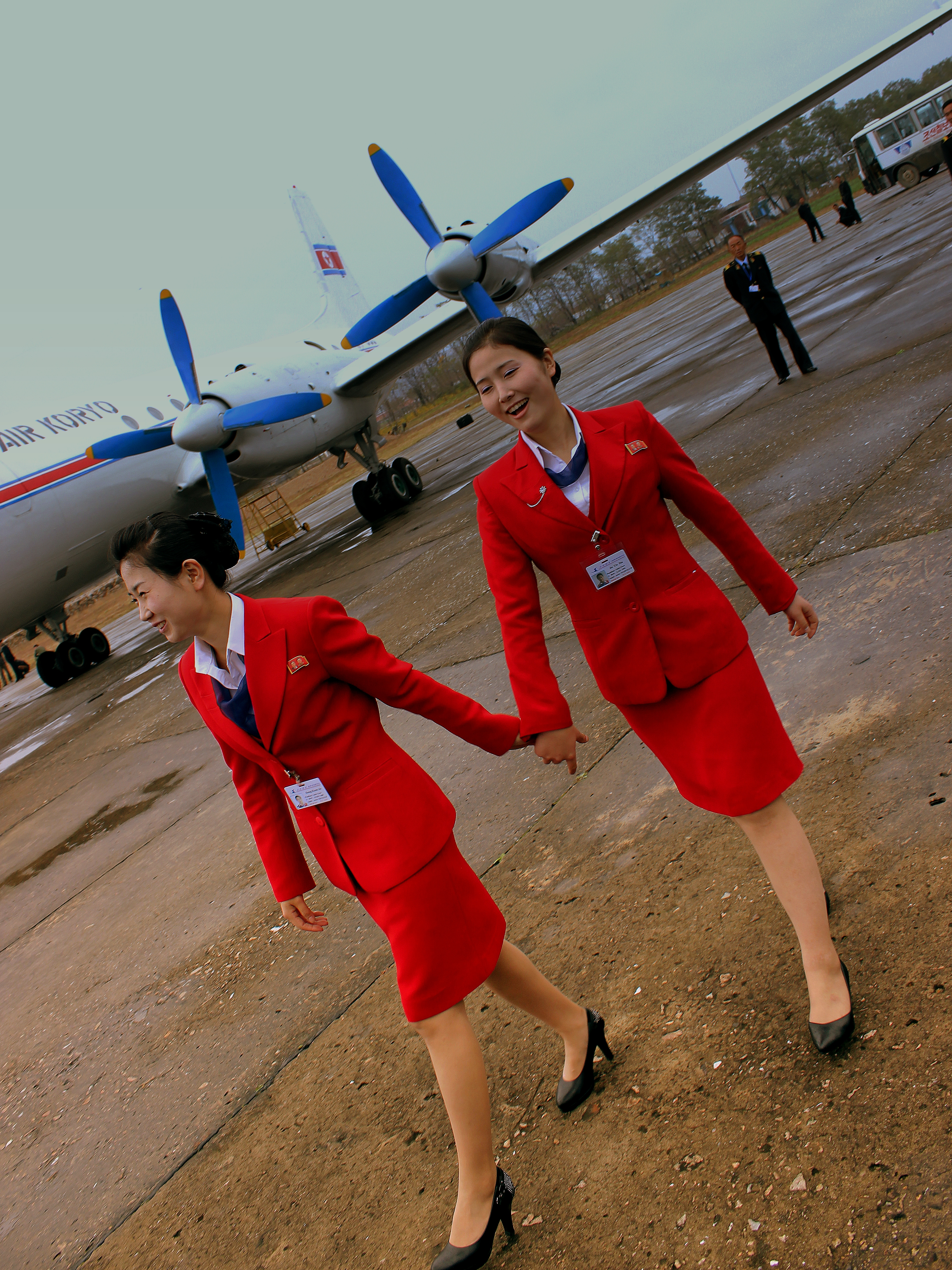
軍用ながら撮影規制が緩い（高麗航空客室乗務員、2012年）

## 就航航空会社と主な定期航路
| 国     | 航空会社 | 都市       | 空港         |
| ------ | -------- | ---------- | ------------ |
| 北朝鮮 | 高麗航空 | 平壌直轄市 | 平壌国際空港 |
| 北朝鮮 | 高麗航空 | 咸興市     | 徳山飛行場   |
| 北朝鮮 | 高麗航空 | 元山市     | 葛麻飛行場   |

当空港の都市名は「漁郎」である。

## 沿革
日本統治時代の1941年（昭和16年）頃に旧日本軍が会文飛行場として建設した。